# Costello Music
Costello Music è l'album di debutto della band scozzese The Fratellis, uscito l'11 settembre 2006 per la Drop the gun recordings e distribuito dalla Universal Island Records. Il disco è subito salito alla posizione numero 2 delle classifiche inglesi, battuto solo da FutureSex/LoveSounds di Justin Timberlake. La canzone Chelsea Dagger fu incorporata nella colonna sonora della pellicola Notte prima degli esami - oggi

## Tracce
1. Henrietta – 3:32
2. Flathead – 3:18
3. Cuntry Boys & City Girls – 3:31
4. Whistle for the Choir – 3:36
5. Chelsea Dagger – 3:35
6. For the Girl – 2:48
7. Doginabag – 3:21
8. Creepin Up the Backstairs – 3:07
9. Vince the Loveable Stoner – 3:14
10. Everybody Knows You Cried Last Night – 3:54
11. Baby Fratelli – 3:57
12. Got Ma Nuts from a Hippy – 3:11
13. Ole Black 'n' Blue Eyes – 3:16